# Wysoczyzna Jeziorańsko-Bisztynecka
Wysoczyzna Jeziorańsko-Bisztynecka (842.89) – region geograficzny o krajobrazie wysoczyznowo-pojeziernym położony w północno-wschodniej Polsce, w okolicy Lidzbarka Warmińskiego. Stanowi północno-zachodnią część Pojezierza Mazurskiego. Przeważają tutaj obszary rolnicze, a największym jeziorem jest Luterskie (6,9 km²). 
Wysoczyzna Jeziorańsko-Bisztynecka została wyodrębniona z Pojezierza Olsztyńskiego jako osobny mezoregion z indeksem 842.89 w wieloautorskiej regionalizacji fizycznogeograficznej Polski z 2018 roku.

## Środowisko przyrodnicze
Mezoregion sąsiaduje z Pojezierzem Olsztyńskim, Pojezierzem Mrągowskim, Niziną Sępopolską, Wzniesieniami Górowskimi i Równiną Ornecką. Zajmuje obszar 966 km² o dość nieregularnym kształcie i maksymalnej rozciągłości ok. 50 km. Rzeźbę kształtują faliste wysoczyzny morenowe na podłożu gliniastym, urozmaicone zespołami pagórków kemowych i ozowych. Lokalnie, w zagłębieniach pojawiają się formy równinne na podłożu torfowym. Wysokości bezwzględne wynoszą 100–190 m n.p.m. Jeziorność jest stosunkowo niska w porównaniu z innymi mezoregionami Pojezierza Mazurskiego, poza Luterskim największymi jeziorami są Blanki (4,4 km²) i Symsar (1,4 km²). Główną rzeką jest Łyna.
Wśród utworów glebowych najliczniej występują urodzajne gleby brunatne, a następnie gleby płowe, co znajduje odzwierciedlenie w strukturze użytkowania terenu z dominacją obszarów rolniczych (ok. 70% powierzchni) nad leśnymi (ok. 24%). Największe miejscowości położone w obrębie regionu to Jeziorany i Bisztynek. W Bisztynku znajduje się największy w województwie warmińsko-mazurskim polodowcowy głaz narzutowy, nazywany Diabelskim Kamieniem.

## Różnice w podziałach geograficznych
Jerzy Kondracki w swoim podziale fizycznogeograficznym Polski z 1994 roku nie wyróżnił omawianego regionu, włączając go w skład rozległego mezoregionu Pojezierza Olsztyńskiego. Geograf Rafał Kot (Uniwersytet Mikołaja Kopernika w Toruniu) zaproponował wydzielenie z obszaru Pojezierza Olsztyńskiego trzech odrębnych mezoregionów – właściwego Pojezierza Olsztyńskiego o mieszanej rzeźbie wysoczyznowo-równinnej i pokryciu rolniczo-leśnym, Równiny Olsztyneckiej o terenie równinnym i przewadze lasów, oraz Wysoczyzny Jeziorańsko-Bisztyneckiej o terenie wysoczyznowym i użytkowaniu głównie rolniczym. Podział ten przyjęto przy opracowaniu wieloautorskiej regionalizacji fizycznogeograficznej Polski z 2018 roku.